# محاكاة شبكات الحاسب
يقوم مفهوم تقنية محاكاة شبكات الحاسوب (بالإنجليزية: Network simulation)‏ والمستخدمة كثيراً في بحوث الاتصالات والشبكات الحاسوبية على أساس عمل نموذج لمعرفة سلوك شبكات الحاسوب الحقيقية أو الشبكات التي يُرغب بتنفيذها مستقبلاً، ويتم ذلك على شاشة حاسوب باستخدام برنامج حاسوب مخصص لهذا الغرض. وتتم معرفة هذا السلوك عن طريق حساب التفاعل بين مختلف كيانات الشبكة (المضيفات/المسارات، وصلات البيانات، والرزم، الخ) باستخدام المعادلات الرياضية، وتقييد الملاحظات الناتجة من التجربة.
والفائدة من ذلك أننا نستطيع التعديل على جميع خصائص الشبكة ومكوناتها وكل ما يتعلق بها (القطع والمعدات)، أو تغيرها أو التحكم بها. وهي عملية قليلة التكلفة إذا ما قيست بتكاليف تنفيذ الشبكة على أرض الواقع دون الدراسة المسبقة. وقد تتم عملية التعديل ربما أكثر من مرة حتى نصل إلى الهدف المطلوب.
في أبحاث شبكات الكمبيوتر، تعد محاكاة الشبكة تقنية يقوم من خلالها برنامج برمجي بنمذجة سلوك الشبكة عن طريق حساب التفاعل بين كيانات الشبكة المختلفة (أجهزة التوجيه، والمفاتيح، والعقد، ونقاط الوصول، والروابط وما إلى ذلك). تستخدم معظم أجهزة المحاكاة محاكاة الأحداث المنفصلة - نمذجة الأنظمة التي تتغير فيها متغيرات الحالة عند نقاط منفصلة في الوقت المناسب. يمكن بعد ذلك ملاحظة سلوك الشبكة والتطبيقات والخدمات المختلفة التي تدعمها في معمل اختبار؛ يمكن أيضًا تعديل سمات البيئة المختلفة بطريقة خاضعة للرقابة لتقييم كيفية تصرف الشبكة / البروتوكولات في ظل ظروف مختلفة.

## محاكي الشبكة
محاكي الشبكة هو برنامج يتنبأ بسلوك شبكة الكمبيوتر. نظرًا لأن شبكات الاتصال أصبحت معقدة للغاية بالنسبة للطرق التحليلية التقليدية لتوفير فهم دقيق لسلوك النظام، يتم استخدام محاكيات الشبكة. في أجهزة المحاكاة، يتم تصميم شبكة الكمبيوتر بالأجهزة والروابط والتطبيقات وما إلى ذلك ويتم الإبلاغ عن أداء الشبكة. تأتي أجهزة المحاكاة مع دعم التقنيات والشبكات الأكثر شيوعًا المستخدمة اليوم مثل جيل خامس وإنترنت الأشياء (IoT)، والشبكات المحلية اللاسلكية، وشبكات الهاتف المحمول المخصصة، وشبكات الاستشعار اللاسلكية، والشبكات المخصصة للمركبات، وشبكات الراديو المعرفية، وLTE وما إلى ذلك.

## المحاكيات
معظم المحاكيات التجارية مدفوعة بواجهة المستخدم الرسومية، في حين أن بعض محاكيات الشبكة مدفوعة CLI. يصف نموذج / تكوين الشبكة الشبكة (العقد، والموجهات، والمفاتيح، والروابط) والأحداث (إرسال البيانات، وأخطاء الحزمة، وما إلى ذلك). قد تتضمن نتائج المخرجات مقاييس مستوى الشبكة، ومقاييس الارتباط، ومقاييس الجهاز وما إلى ذلك. علاوة على ذلك، سيكون التنقل لأسفل من حيث ملفات تتبع عمليات المحاكاة متاحًا أيضًا. تسجل ملفات التتبع كل حزمة، وكل حدث حدث في المحاكاة وتستخدم للتحليل. تستخدم معظم محاكيات الشبكة محاكاة الأحداث المنفصلة، حيث يتم تخزين قائمة من «الأحداث» المعلقة، وتتم معالجة هذه الأحداث بالترتيب، مع تشغيل بعض الأحداث لأحداث مستقبلية - مثل حدث وصول حزمة في عقدة واحدة مما يؤدي إلى تشغيل حدث وصول تلك الحزمة في عقدة المصب.